# Actinidia
Actinidia Lindl., 1836 è un genere di piante arboree della famiglia delle Actinidiacee, originarie delle regioni temperate dell'Asia orientale, dalla Cina al Giappone, fino all'Indocina e al sud-est della Siberia.

## Descrizione

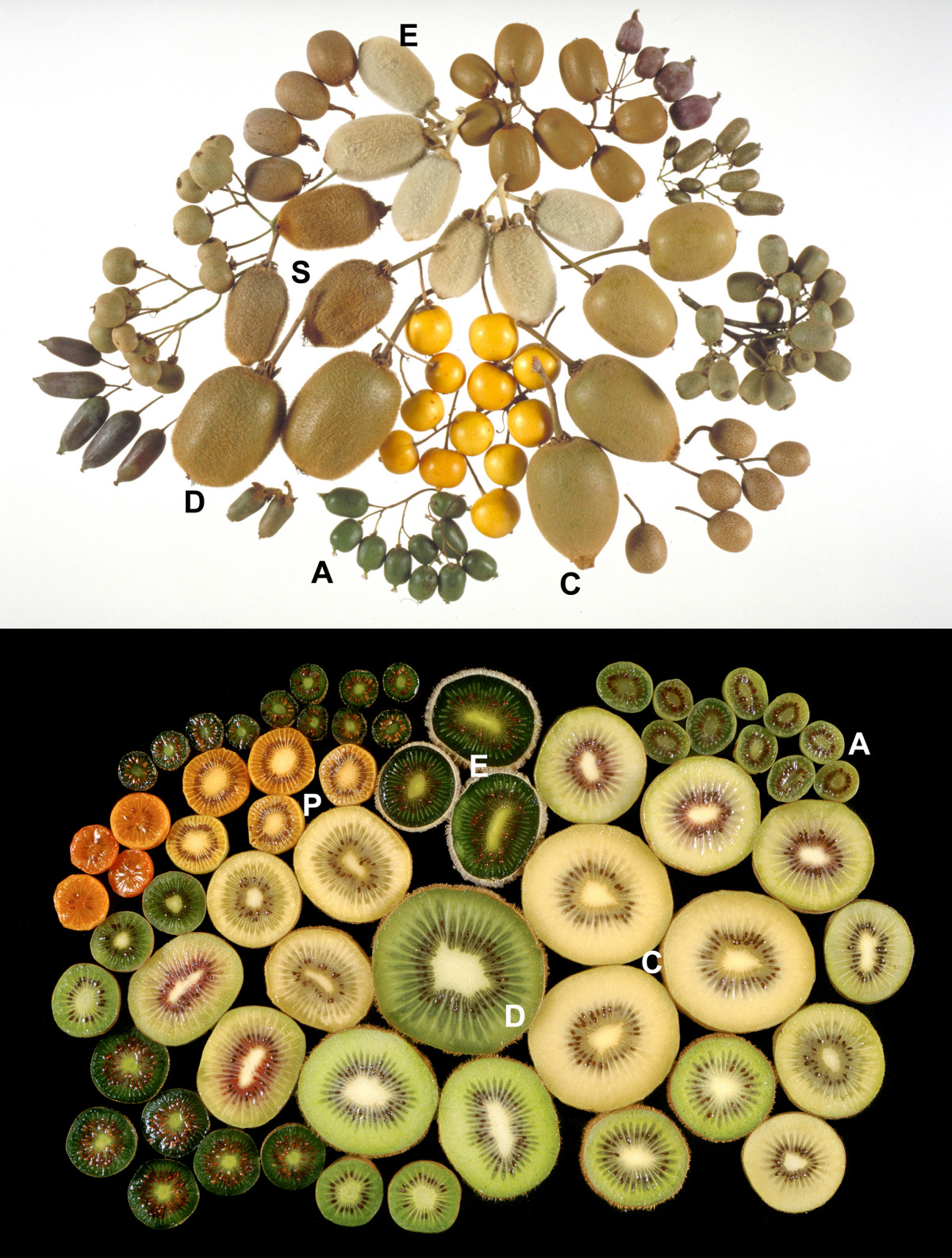
Frutti di differenti specie di Actinidia.
A = A. arguta, C = A. chinensis, D = A. chinensis var. deliciosa, E = A. eriantha, I = A. indochinensis, P = A. polygama, S = A. setosa.

Il genere Actinidia include arbusti, dell'altezza di pochi metri, sino a piante rampicanti dell'altezza di alcune decine di metri.
Comprende specie dioiche, cioè i fiori unisessuali vengono portati su una sola pianta, si hanno così piante con fiori femminili e piante con fiori maschili. I fiori sono costituiti da 5-6 petali color bianco crema.
I frutti, noti come kiwi, si sviluppano solo sulle piante femminili, sono di forma grossolanamente ovale, di colore marrone, ricoperti di peluria e contengono una polpa di colore dal giallo al rosso al verde a seconda delle specie, puntinata di semi neri o viola e particolarmente ricca di vitamina C.

## Tassonomia
Il genere Actinidia comprende le seguenti specie:
- Actinidia acuminata Budischev
- Actinidia arguta (Siebold & Zucc.) Planch. ex Miq.
- Actinidia callosa Lindl.
- Actinidia chengkouensis C.Y.Chang
- Actinidia chinensis Planch.
- Actinidia chrysantha C.F.Liang
- Actinidia cylindrica C.F.Liang
- Actinidia eriantha Benth.
- Actinidia farinosa C.F.Liang
- Actinidia fasciculoides C.F.Liang
- Actinidia fortunatii Finet & Gagnep.
- Actinidia fulvicoma Hance
- Actinidia glaucocallosa C.Y.Wu
- Actinidia grandiflora C.F.Liang
- Actinidia hemsleyana Dunn
- Actinidia henryi Dunn
- Actinidia holotricha Finet & Gagnep.
- Actinidia hubeiensis H.M.Sun & R.H.Huang
- Actinidia indochinensis Merr.
- Actinidia kolomikta (Rupr. & Maxim.) Maxim.
- Actinidia laevissima C.F.Liang
- Actinidia lanceolata Dunn
- Actinidia latifolia (Gardner & Champ.) Merr.
- Actinidia liangguangensis C.F.Liang
- Actinidia lijiangensis C.F.Liang & Y.X.Lu
- Actinidia linguiensis R.G.Li & X.G.Wang
- Actinidia longicarpa R.G.Li & M.Y.Liang
- Actinidia macrosperma C.F.Liang
- Actinidia melanandra Franch.
- Actinidia melliana Hand.-Mazz.
- Actinidia obovata Chun ex C.F.Liang
- Actinidia pentapetala R.G.Li & J.W.Li
- Actinidia persicina R.G.Li & L.Mo
- Actinidia pilosula (Finet & Gagnep.) Stapf ex Hand.Mazz.
- Actinidia polygama (Siebold & Zucc.) Maxim.
- Actinidia rongshuiensis R.G.Li & X.G.Wang
- Actinidia rubricaulis Dunn
- Actinidia rubus H.Lév.
- Actinidia rudis Dunn
- Actinidia rufa (Siebold & Zucc.) Planch. ex Miq.
- Actinidia rufotricha C.Y.Wu
- Actinidia sabiifolia Dunn
- Actinidia sorbifolia C.F.Liang
- Actinidia stellatopilosa C.Y.Chang
- Actinidia strigosa Hook.f. & Thomson
- Actinidia styracifolia C.F.Liang
- Actinidia suberifolia C.Y.Wu
- Actinidia tetramera Maxim.
- Actinidia trichogyna Franch.
- Actinidia ulmifolia C.F.Liang
- Actinidia umbelloides C.F.Liang
- Actinidia valvata Dunn
- Actinidia venosa Rehder
- Actinidia vitifolia C.Y.Wu
- Actinidia zhejiangensis C.F.Liang

## Coltivazione
Negli ultimi decenni la coltivazione del kiwi è divenuta una importante risorsa orticulturale, dapprima in Nuova Zelanda, e successivamente anche in altri paesi tra cui il Cile, la Cina e l'Italia. In Italia la coltivazione è diffusa in Veneto, Romagna, Friuli, Trentino, Piemonte, Lazio, Marche, e recentemente si è registrato un elevato aumento della produzione anche in Calabria.
Attualmente vengono utilizzati per la coltivazione diversi cultivar riconducibili a 3 entità: Actinidia chinensis var. deliciosa a polpa verde, Actinidia chinensis a polpa gialla e Actinidia arguta a polpa rossa.